# 다이브: 100피트 추락
《다이브: 100피트 추락》(영어: The Dive)는 2023년에 개봉한 독일의 스릴러 영화이다.
 막시밀리언 엘렌바인가 감독과 각본을 맡았다.
 미국은 2023년 8월 25일에 대한민국은 2023년 11월 8일에 개봉되었다.

## 줄거리
아름답고 외진 바다로 다이빙 트립을 떠난 드류와 메이 자매

장비를 잘 갖추고 예비 산소통과 자동차키도 잠수하기 전 바위 틈에 놓아두고

신비로운 바다를 감상하며 물속으로 들어간 드류와 메이

그러나 잠시후 산사태로 거대한 바위가 바닷속으로 떨어지고

메이는 떨어진 바위에 몸이 끼어 해저 28미터에 고립되는데

메이는 침착하라며 드류에게 20분안에 예비산소통과 자동차 잭을 가져오라지만

예비산소통과 자동차키를 놓아둔 곳도 무너져 꺼낼수 없는데...

## 출연진

### 주연
- 소피 로우 - 드류 역
- 루이자 크라우스 - 메이 역